# Castilló (Ribera d'Urgellet)
El Castilló és una serra, amb una elevació màxima de 1.418 metres, del municipi de Ribera d'Urgellet a la comarca de l'Alt Urgell.